# Babí hora
Babí hora är ett berg i Tjeckien. Det ligger i den östra delen av landet, 300 km öster om huvudstaden Prag. Toppen på Babí hora är 515 meter över havet.
Terrängen runt Babí hora är kuperad åt sydost, men åt nordväst är den platt.Runt Babí hora är det ganska tätbefolkat, med 139 invånare per kvadratkilometer. Närmaste större samhälle är Třinec, 3,4 km väster om Babí hora. Omgivningarna runt Babí hora är en mosaik av jordbruksmark och naturlig växtlighet.